# Cryptogemma cornea
Cryptogemma cornea is een slakkensoort uit de familie van de Turridae. De wetenschappelijke naam van de soort is voor het eerst geldig gepubliceerd in 1966 door Okutani.